# Halve marathon van Egmond 2014
De halve marathon van Egmond 2014 vond plaats op zondag 12 januari 2014. Het was de 42e editie van deze halve marathon. De weersomstandigheden waren met windkracht 2, 7 graden en zonnig gunstig. Het hoge water zorgde voor een smalle strook mul zand.
De overwinning bij de mannen ging naar de Ethiopiër Ayele Abshero. Hij finishte in 1:02.52 en bleef de Keniaan Gideon Kipketer slechts vier seconden voor. Het parcoursrecord van 1:00.46 bleef in deze editie buiten bereik. De Nederlandse recordhouder op de 10 km Abdi Nageeye was ook van de partij. Zijn eerste wedstrijd na vier maanden blessureleed was goed voor een vijfde plaats. Bij de vrouwen zegevierde de Duitse Guteni Schone in 1:11.55. Ze had hiermee een ruime voorsprong op de Keniaanse Flomena Chepchirchir, die in 1:12.32 over de finish kwam. De Nederlandse Adriënne Herzog werd derde in 1:12.58. De vrouwen wonnen ditmaal ook de man-vrouw wedstrijd. Zij waren 9.17 minuten eerder gestart en wonnen deze wedstrijd voor het eerst sinds 2001.
Naast de halve marathon kende het evenement een wedstrijd met als afstand een kwart marathon (10,5 km). 
In totaal schreef een recordaantal lopers van 17.739 zich in voor het evenement. Uiteindelijk hebben 14.779 lopers de loop succesvol volbracht.

## Uitslagen

### Mannen
| pos. | atleet                 | land      | tijd    |
| ---- | ---------------------- | --------- | ------- |
| 1    | Ayele Abshero          | Ethiopië  | 1:02.52 |
| 2    | Gideon Kipketer        | Kenia     | 1:02.56 |
| 3    | Ezrah Sang             | Kenia     | 1:03.02 |
| 4    | Leonard Korir          | Kenia     | 1:03.45 |
| 5    | Abdi Nageeye           | Nederland | 1:03.48 |
| 6    | Jesper van der Wielen  | Nederland | 1:03.55 |
| 7    | Mitke Girma            | Ethiopië  | 1:04.00 |
| 8    | Khalid Choukoud        | Nederland | 1:04.30 |
| 9    | Abebe Sihine           | Ethiopië  | 1:05.22 |
| 10   | Ronald Schröer         | Nederland | 1:05.35 |
| 11   | Abel Kirui             | Kenia     | 1:05.38 |
| 12   | Patrick Stitzinger     | Nederland | 1:05.56 |
| 13   | Willem Van Schuerbeeck | België    | 1:05.56 |
| 14   | Noureddine Htaibi      | Marokko   | 1:05.58 |
| 15   | Youssef Banniz         | Marokko   | 1:06.00 |
| 16   | Florent Caelen         | België    | 1:06.01 |
| 17   | Olfert Molenhuis       | Nederland | 1:06.02 |
| 18   | Antoine Duvivier       | België    | 1:06.06 |
| 19   | Mostafa Channi         | Marokko   | 1:06.53 |
| 20   | Hugo van den Broek     | Nederland | 1:06.54 |

### Vrouwen
| pos. | atlete               | land      | tijd    |
| ---- | -------------------- | --------- | ------- |
| 1    | Guteni Schone        | Ethiopië  | 1:11.55 |
| 2    | Flomena Chepchirchir | Kenia     | 1:12.32 |
| 3    | Adriënne Herzog      | Nederland | 1:12.58 |
| 4    | Caroline Kilel       | Kenia     | 1:13.06 |
| 5    | Valentine Kibet      | Kenia     | 1:13.52 |
| 6    | Andrea Deelstra      | Nederland | 1:15.20 |
| 7    | Jip Vastenburg       | Nederland | 1:16.17 |
| 8    | Fatiha Benchatki     | Marokko   | 1:17.55 |
| 9    | Jamie van Lieshout   | Nederland | 1:18.03 |
| 10   | Emily Collinge       | Nederland | 1:18.41 |
| 11   | Patty den Ouden      | Nederland | 1:19.46 |
| 12   | Mariska Dute         | Nederland | 1:19.46 |
| 13   | Evelien Ruijters     | Nederland | 1:20.00 |
| 14   | Karen Van Proeyen    | België    | 1:20.07 |
| 15   | Jessica Oosterloo    | Nederland | 1:20.12 |

1973 ·
1974 ·
1975 ·
1976 ·
1977 ·
1978 ·
1979 ·
1980 ·
1981 ·
1982 ·
1983 ·
1984 ·
1985 ·
1986 ·
1987 ·
1988 ·
1989 ·
1990 ·
1991 ·
1992 ·
1993 ·
1994 ·
1995 ·
1996 ·
1997 ·
1998 ·
1999 ·
2000 ·
2001 ·
2002 ·
2003 ·
2004 ·
2005 ·
2006 ·
2007 ·
2008 ·
2009 ·
2010 ·
2011 ·
2012 ·
2013 ·
2014 ·
2015 ·
2016 ·
2017 ·
2018 ·
2019 ·
2020 ·
2021 ·
2022 ·
2023 ·
2024 ·
2025